# ارگن‌کوه
اَرگَن‌کوه (به فارسی تاجیکی: Арганкух) نام کوهی در تاجیکستان است. این کوه در استان ولایت خودمختار بدخشان کوهستانی در بخش مرکزی کشور، در ۲۶۰ کیلومتری شرق دوشنبه، پایتخت کشور واقع شده‌است. ارگن‌کوه در ارتفاع ۵,۰۳۴ متری از سطح دریا، و ۲۴۰ متری بالای زمین‌های اطراف قرار دارد.